# نيكتوصور
النيكتوصور هو جنس من البتروصورات البتروداكتيلية، عُثر على بقاياه في منطقة أحافير نيوبارا في وسط شرقي الولايات المتحدة. وقد غطت هذه الزواحف خلال العصر الطباشيري المتأخر سماء البحار الضحلة. تنسب العديد من أنواع البتروصورات إلى جنس النيكتوصور، مع أنه مهما كان عدد هذه الأنواع فهي ربما تحتاج في الحقيقة إلى دراسة إضافية لإثبات انتمائها إليه. يَملك نوع واحد على الأقل من هذه المجموعة عرفاً رأسياً كبيراً وشبيهاً بقرن الوعل.

## الوصف

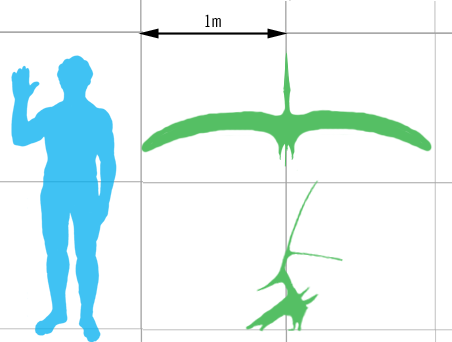
مقارنة أحجام بين نيكتوصور ذو عرف طويل وإنسان.

كان تشريح النيكتوصور مشابهاً لقريبه قويّ الصلة الذي عاصره في فترته البتيرانودون. كانت تملك هذه البتروصورات أجنحة طويلة نسبياً، تشبه في شكلها شكل أجنحة الطيور البحرية الحديثة. لكن مع هذا فقد كان أصغر عموماً من البتيرانودون، فقد بلغت المسافة بين طرفي جناحيّ النيكتوصور البالغ مترين، وبلغ أقصى وزن له حوالي 1.86 كغم، أما طول جسمه من طرف الذيل إلى طرف المنقار فقد كان 37 سنتيمتراً. حُفظ مع بعض عينات النيكتوصورات عُرف مُميز الشكل، فقد بلغ طوله 55 سنتيمتراً على الأقل عند الحيوانات البالغة كبيرة العُمر، وهذا عرف عملاق مقارنة بطول باقي الجسد، فطول هذا العرف يَبلغ ثلاثة أضعاف طول الرأس. يَتألف العرف من صاريتين طويليتين متفرعتين من بعضهما، أولاهما ترتفع باتجاه الأعلى والثانية باتجاه الخلف، وتتفرع الاثنتان من جذر واحد يَبرز من الجزء الخلفيّ للجمجمة. كانت الصاريتان مستاويتين بالطول تقريباً، وكلاهما كانتا تقريباً بنفس طول الجسم أو أطول منه حتى. كان طول الصارية المرتفعة باتجاه الأعلى 42 سم على الأقل والثانية 32 سم على الأقل.
كان فكا النيكتوصور طويلين، في حين أن رأسهما كان رقيقاً وحاداً كالإبرة، وكثيراً ما كان متحطماً في الأحافير التي يُعثر عليها، مما يُعطيه منظراً يُوحي بأن أحد الفكين أطول من الآخر، مع أنه من المُتحمل أن طولهما كان متساوياً في الواقع.
النيكتوصورات هي البتروصورات الوحيدة التي فقدت مخالب أصابعها، باستثناء إصبع الجناح الرابع الطويل (مع أنه فقد سلاميته الرابعة) الذي من المُرجح أنه صعّب حركة النيكتوصور على الأرض، مما جعل العلماء يُخمنون أن هذه الحيوانات قضت معظم وقتها في الهواء ونادراً ما كانت تهبط على الأرض. إضافة إلى ذلك، على الأرجح أن افتقار النيكتوصورات إلى المخالب التي تستخدم للإمساك بالسطوح جعلها غير قادرة على التسلق أو الإمساك بالجروف وجذوع الأشجار.